# مقاومت: آسمان‌های سوزان
رزیستنس: آسمان‌های سوزان (به انگلیسی: Resistance: Burning Skies) یک بازی ویدئویی در سبک تیراندازی اول شخص برای کنسول بازی دستی پلی‌استیشن ویتا که در دنیای مجموعه بازی‌های رزیستنس دنبال می‌شود. این بازی توسط نیهیلیستیک سافتور توسعه یافته و به‌وسیله سونی کامپیوتر انترتینمنت در سال ۲۰۱۲ منتشر شده بود.